# La pista dei Tomahawks
La pista dei Tomahawks (Tomahawk Trail) è un film del 1957 diretto da Lesley Selander.
È un western statunitense con Chuck Connors, John Smith e Susan Cummings.

## Produzione
Il film, diretto da Lesley Selander su una sceneggiatura di David Chandler e un soggetto di Gerald Drayson Adams, fu prodotto da Howard W. Koch per la Schenck-Koch Productions e la Bel-Air Productions e girato a Kanab, Utah, da metà maggio all'inizio di giugno 1956. Il titolo di lavorazione fu Mark of the Apache.

## Distribuzione
Il film fu distribuito con il titolo Tomahawk Trail negli Stati Uniti nel febbraio del 1957 (première a San Francisco il 21 dicembre 1956) al cinema dalla United Artists.
Altre distribuzioni:
- in Finlandia il 22 giugno 1957 (Tomahawkipolku)
- in Messico il 15 dicembre 1960 (El festin de la muerte)
- in Germania Ovest il 18 gennaio 1963 (Alarm in Fort Bowie)
- in Italia (La pista dei Tomahawks)
- in Brasile (O Festim da Morte)
- in Spagna (La senda del Tomahawk)
- nel Regno Unito (Mark of the Apache)